# Sammlerwert
Der Sammlerwert ist der Marktwert eines Sammelobjekts, an dem sich Sammler orientieren können.

## Allgemeines
Als Sammelobjekte mit relativ hohem Sammlerwert kommen insbesondere Antiquitäten, Briefmarken, Münzen (Anlagemünzen), Schallplatten, Bücher, Comics, historische Wertpapiere, Oldtimer, Modellautomobile oder Modelleisenbahnen bis hin zu Autogrammkarten in Frage. Unabhängig vom Sammelobjekt ist der Sammlerwert der am wenigsten objektivierbare Wert, weil subjektive Merkmale überwiegen. Doch auch auf dem Sammlermarkt gelten für die Preisbildung durch Angebot und Nachfrage die Marktmechanismen von Angebot und Nachfrage. Setzt der Verkäufer mithin den Angebotspreis zu hoch an, wird er nur wenige oder keine Kaufinteressenten finden.
Werterhöhend sind Fehldrucke, Fehlprägungen, Unikate, lückenlose Serien oder limitierte Auflagen, die bereits bei Ausgabe zur künstlichen Verknappung und damit zu einem hohen Sammlerwert beitragen. Diese Rarität kann nachträglich nicht mehr beseitigt werden. Knappheit hat auch Auswirkungen auf die Nachfrage, denn Raritäten erscheinen Sammlern oft allein durch ihre Seltenheit begehrenswert (Knappheitsprinzip), was sich stärker preissteigernd auswirkt als bei Konsumgütern. Wertmindernd wirken sich vom Markt nicht tolerierte Mängel (fehlende Komplettheit, fehlende Herkunftsangaben (Provenienz), schlechte Erhaltungsgrade, Beschädigung) oder fehlende Knappheit aus. Bei häufigen Goldmünzen, die gleichzeitig Anlagemünzen  sind, bildet sich der Sammlerwert aus dem aktuellen Goldwert zuzüglich eines kleinen Aufschlages. Findet hingegen die Preisbildung nur innerhalb des Sammlermarktes statt und ist nicht durch den Nutz- oder Materialwert des Objektes beeinflusst, spricht man von einem Liebhaberpreis.

## Wertorientierung
Der Sammlerwert liegt meist über dem Substanzwert, Nominalwert, Metallwert, Goldpreis oder Silberpreis. Dieser Aufpreis heißt Agio und berücksichtigt die subjektiven Wertempfindungen der Marktteilnehmer. Prägezeichen und Prägejahr einer Münze beispielsweise können für ihren Sammlerwert ein wesentlicher Umstand sein. So können 2-Pfennig-Kupfermünzen mit dem Prägeort „J“ und dem Prägejahr 1966 einen Sammlerwert zwischen 2000 und 4000 Euro haben. Der Sammlerwert steigt, sobald ein Sammelobjekt seine offizielle Funktion verloren hat (außer Kraft gesetztes Bargeld, historische Wertpapiere oder Briefmarken), Wohlfahrtsmarken besitzen in der Regel einen Markt- oder Sammlerwert. Der Sammlerwert kann sinken, wenn das Interesse an einem Sammlerobjekt nachlässt.

## Katalogwert und Sammlerwert
Für Sammelgebiete mit beliebten Sammlerobjekten, die sich systematisch erfassen lassen, existieren meist Kataloge mit Preisangaben. Den Wert nach diesen Katalogen nennt man Katalogwert. Katalogwerte bieten bei der Bestimmung des Sammlerwertes nur einen Richtwert. Zudem muss ggf. eine Händlermarge eingerechnet, so dass beim Verkauf mit einem viel tieferen Preis für den privaten Sammler gerechnet werden muss. Preise, die auf Auktionen erzielt werden, sind eher seltene Höchstpreise.
Bedeutende Fachkataloge sind Briefmarkenkataloge (Michel-Katalog), Münzkataloge (Numis-Post, „Günter Schöns Welt-Münzkatalog“), Kfz-Kataloge (Schwacke-Liste, Wertermittlung Oldtimer) oder Schallplattenkataloge („Bielefelder Katalog“); sie erhöhen die Markttransparenz für die Marktteilnehmer.